# San Jacinto County
Das San Jacinto County ist ein County im Bundesstaat Texas der Vereinigten Staaten. Das U.S. Census Bureau hat bei der Volkszählung 2020 eine Einwohnerzahl von 27.402 ermittelt. Der Sitz der County-Verwaltung (County Seat) befindet sich in Coldspring. Im County befindet sich ein Teil des Sam Houston National Forest.

## Geographie
Das County liegt im Osten von Texas, etwa 90 km westlich von Louisiana. Der Golf von Mexiko ist etwa 80 km in südlicher Richtung entfernt. Es gehört zur Houston–Sugar Land–Baytown Metropolitan Area und hat eine Fläche von 1626 Quadratkilometern, wovon 148 Quadratkilometer Wasserfläche sind. Es grenzt im Uhrzeigersinn an folgende Countys: Trinity County, Polk County, Liberty County, Montgomery County und Walker County.

## Geschichte
San Jacinto County mit Coldspring als County Seat wurde am 13. August 1870 auf Beschluss des Kongresses von Texas (Texas Legislature) aus Teilen des Liberty County, Montgomery County, Polk County und Walker County gebildet. Benannt wurde es nach der Schlacht von San Jacinto, welche die Unabhängigkeit der Republik Texas von Mexiko brachte.

## Demografische Daten
Nach der Volkszählung im Jahr 2000 lebten im San Jacinto County 22.246 Menschen in 8.651 Haushalten und 6.401 Familien. Die Bevölkerungsdichte betrug 15 Einwohner pro Quadratkilometer. Ethnisch betrachtet setzte sich die Bevölkerung zusammen aus 83,64 Prozent Weißen, 12,64 Prozent Afroamerikanern, 0,46 Prozent amerikanischen Ureinwohnern, 0,28 Prozent Asiaten, 0,07 Prozent Bewohnern aus dem pazifischen Inselraum und 1,63 Prozent aus anderen ethnischen Gruppen; 1,28 Prozent stammten von zwei oder mehr Ethnien ab. 4,87 Prozent der Einwohner waren spanischer oder lateinamerikanischer Abstammung.
Von den 8.651 Haushalten hatten 30,0 Prozent Kinder oder Jugendliche, die mit ihnen zusammen lebten. 60,2 Prozent waren verheiratete, zusammenlebende Paare 9,7 Prozent waren allein erziehende Mütter und 26,0 Prozent waren keine Familien. 22,6 Prozent waren Singlehaushalte und in 10,1 Prozent lebten Menschen im Alter von 65 Jahren oder darüber. Die durchschnittliche Haushaltsgröße betrug 2,55 und die durchschnittliche Familiengröße betrug 2,98 Personen.
25,2 Prozent der Bevölkerung war unter 18 Jahre alt, 7,4 Prozent zwischen 18 und 24, 24,9 Prozent zwischen 25 und 44, 26,6 Prozent zwischen 45 und 64 und 15,9 Prozent waren 65 Jahre alt oder älter. Das Durchschnittsalter betrug 40 Jahre. Auf 100 weibliche Personen kamen 100,5 männliche Personen und auf 100 Frauen im Alter von 18 Jahren oder darüber kamen 97,4 Männer.
Das jährliche Durchschnittseinkommen eines Haushalts betrug 32.220 USD, das Durchschnittseinkommen einer Familie betrug 37.781 USD. Männer hatten ein Durchschnittseinkommen von 34.614 USD, Frauen 22.313 USD. Das Prokopfeinkommen betrug 16.144 USD. 15,1 Prozent der Familien und 18,8 Prozent der Einwohner lebten unterhalb der Armutsgrenze.

## Städte und Gemeinden
- Camilla
- Coldspring
- Evergreen
- Maynard
- Napier
- Oakhurst
- Pointblank
- Shepherd
- Stephen Creek
- Urbana
- Willow Springs

## Kultur und Sehenswürdigkeiten

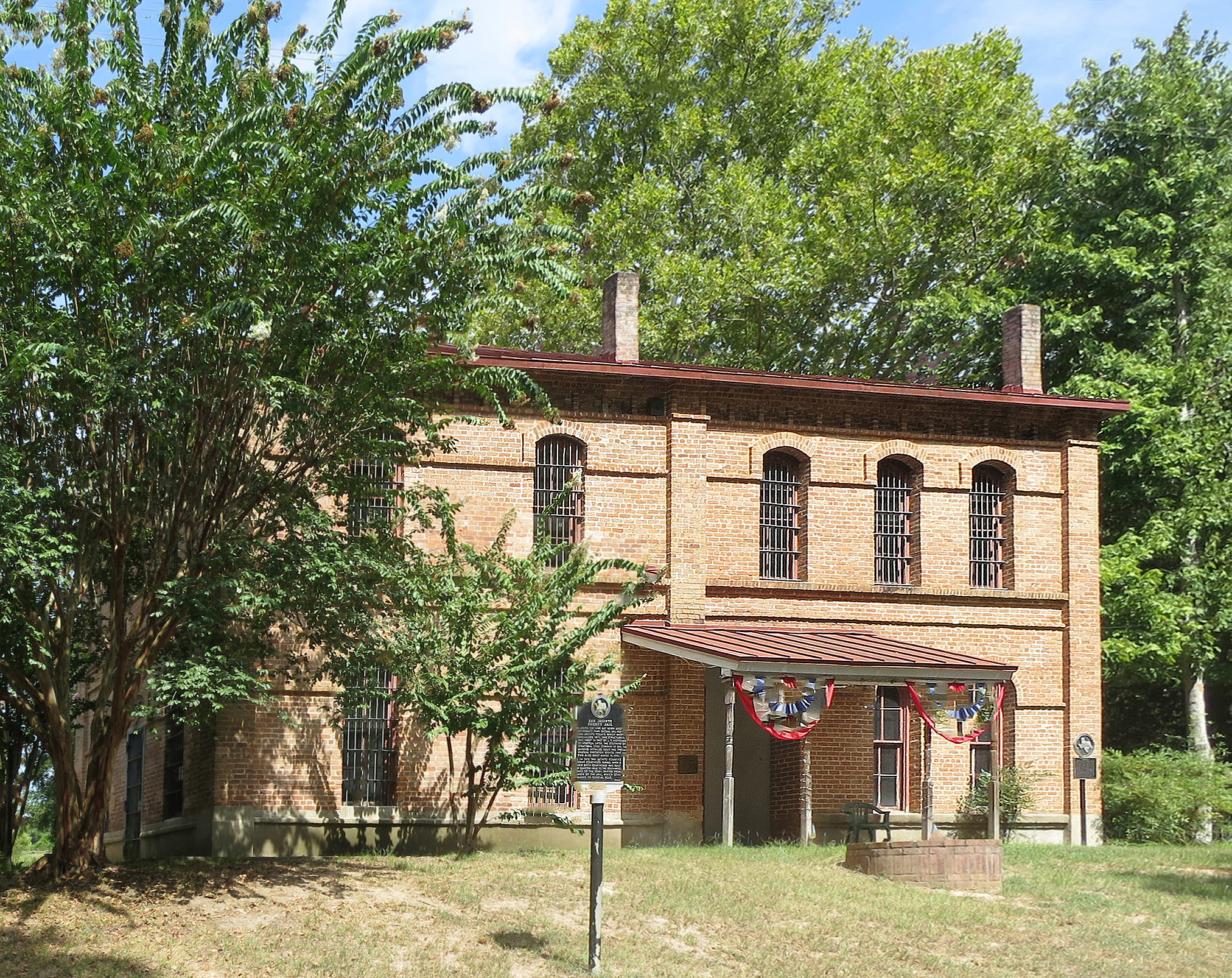
San Jacinto County Jail (2016). Das frühere Gefängnisgebäude des Countys wird seit Juli 1980 im NRHP geführt.

Zwei Bauwerke des Countys sind im National Register of Historic Places („Nationales Verzeichnis historischer Orte“; NRHP) eingetragen (Stand 10. Dezember 2021), das San Jacinto County Courthouse und das San Jacinto County Jail.